# Echinopepon
Echinopepon es un género con 37 especies de plantas con flores perteneciente a la familia Cucurbitaceae. 

## Especies seleccionadas
| - Echinopepon arachoides - Echinopepon arachoideus - Echinopepon araneosus | - Echinopepon belizensis - Echinopepon bigelovii - Echinopepon calcitrapa |